# Joanna Wajs

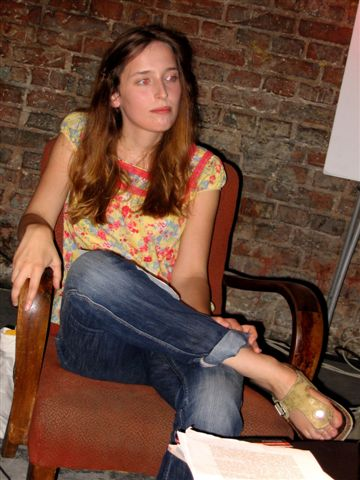
Joanna Wajs, 2006

Joanna Wajs (* 20. Mai 1979 in Warschau) ist eine polnische Schriftstellerin, Literaturkritikerin und Literaturübersetzerin.

## Biographie
Joanna Wajs studierte polnische und italienische Philologie an der Universität Warschau. Ihre Prosatexte und Dichtungen wurden in Literaturzeitschriften in Polen veröffentlicht. Einige Gedichte von Wajs wurden auch ins Italienische, Slowenische und Hebräische übersetzt.
Im Jahr 2004 veröffentlichte sie den Gedichtband Sprzedawcy kieszonkowych lusterek (Taschenspiegelverkäufer) im Krakauer Verlag Zielona Sowa. Er wurde mit dem Kazimiera Iłłakowiczówna-Preis ausgezeichnet, der jährlich für Debütgedichtbände polnischer Autoren verliehen wird.
Wajs ist auch als Übersetzerin aus dem Italienischen ins Polnische tätig. Sie übersetzte Werke von Oriana Fallaci, Dino Buzzati, Gian Antonio Stella und Valerio Evangelisti. Sie arbeitet ebenfalls mit der Tageszeitung Gazeta Wyborcza als Redakteurin einer Rubrik mit poetischen Publikationen zusammen.